# 마이티 어벤저스
마이티 어벤저스는 마블 코믹스에서 출판되었던 만화책이다. 원래 뉴 어벤저스의 저자였던 브라이언 마이클 벤디스가 처음으로 작업을 했으며, 이 팀은 초인등록법으로 인해 어벤저스가 공식적으로 제재되던 때에 처음으로 묘사된 어벤저스 팀이다. 이들은 50개 주 이니셔티브의 일부로 뉴욕 시에서 거주하고 있으며 뉴 어벤저스가 공식적으로 인정받지 않은 것과 반대되었다. 처음 이 팀은 아이언맨과 캐럴 댄버스가 이끌었으며 이후 2번째 팀은 행크 핌이 리더가 되었다. 이후 마지막 세번째 팀에서는 루크 케이지와 모니카 람뷰가 리더가 되었다.

## 출판 역사
마이티 어벤저스는 2007년 5월 "마이티 어벤저스" 1호에 등장한다. 작가는 브라이언 마이클 벤디스였고, 프랭크 조가 화가였다. 처음에 이 팀은 미즈 마블, 아레스, 블랙 위도우, 아이언맨, 와스프, 센트리, 원더맨으로 구성되어 있었다. 시빌 워 이후 아이언맨은 미즈 마블을 리더로 선출한다.
마이티 어벤저스는 원래 뉴 어벤저스와 평행하게 발간될 목적이었으며 주인공들과 사건들은 서로의 관점에서 다르게 바라볼 예정이었다. 그러나 화가 조가 예정보다 늦게 작업을 마쳤고 6개 호와 추가 표지 작업을 남겼다. 계승자인 마크 배글리가  2008년 4월 초부터 5월 말까지 7호부터 11호까지의 그림을 그렸다. 이 연재물은 마이티 어벤저스 #36 (2010년 4월)로 끝나게 되는데, 이는 시즈 줄거리가 막을 내리는 때였다.
2013년 9월 팀은 다시 앨 유잉과 그레그 랜드에 의해 다시 등장하게 되었다. 새로운 팀은 일선 수준으로 루크 케이지가 이끌었다. 새로운 팀은 로닌, 화이트 타이거, 파워맨, 블루 마블, 슈페리어 스파이더맨, 팔콘과 스파이더 히어로로 구성되어 있다.